# Dikgonnye
Dikgonnye – wieś w Botswanie w dystrykcie Kgatleng. Według spisu ludności z 2011 roku wieś liczyła 431 mieszkańców.